# Семмі Оньянго
Семмі Оньянго (англ. Sammy Onyango, нар. 3 березня 1961, Мігорі, Кенія — пом. 2 серпня 2002, Кісуму, Кенія) — кенійський футболіст, який грав на позиції вінгера. Відомий за виступами в низці кенійських клубів, найбільш відомий за виступами у складі клубу «Гор Магія», у складі якого був неодноразовим чемпіоном Кенії, та у складі національної збірної Кенії, у складі якої у 1987 році став срібним призером Африканських ігор.

## Клубна кар'єра
Семмі Оньянго розпочав виступи на футбольних полях у 1980 році в складі команди «Хакаті Спортіфф». У 1981 році він перейшов до складу клубу «Гор Магія» з Найробі, у складі якої став одним із кращих бомбардирів, був у її складі неодноразовим чемпіоном Кенії, а в 1987 році став у складі команди володарем африканського Кубку володарів кубків. У 1990 році Оньянго перейшов до складу клубу «Кісуму Поста», у складі якого завершив виступи на футбольних полях у 1994 році.

## Виступи за збірну
У 1983 році Семмі Оньянго дебютував у складі національної збірної Кенії. У 1987 році у складі збірної футболіст став срібним призером Африканських ігор. У складі збірної Оньянго грав на Кубку африканських націй 1988 і 1990 років. Загалом у складі збірної футболіст грав до 1990 року, зіграв у її складі 55 матчів, у яких відзначився 3 забитими м'ячами.

## Смерть
Семмі Оньянго загинув у автомобільній катастрофі в Кісуму 2 серпня 2002 року.

## Титули і досягнення
- Володар африканського Кубку володарів кубків (1):

«Гор Магія»: 1986—1987